# Rimersburg
Rimersburg és una població dels Estats Units a l'estat de Pennsilvània. Segons el cens del 2000 tenia 1.051 habitants.

## Demografia
Segons el cens del 2000, Rimersburg tenia 1.051 habitants, 447 habitatges, i 292 famílies. La densitat de població era de 1.159,4 habitants/km².
Dels 447 habitatges en un 30,6% hi vivien nens de menys de 18 anys, en un 45,4% hi vivien parelles casades, en un 15% dones solteres, i en un 34,5% no eren unitats familiars. En el 32,4% dels habitatges hi vivien persones soles el 18,8% de les quals corresponia a persones de 65 anys o més que vivien soles. El nombre mitjà de persones vivint en cada habitatge era de 2,35 i el nombre mitjà de persones que vivien en cada família era de 2,95.
Per edats la població es repartia de la següent manera: un 24,4% tenia menys de 18 anys, un 9,4% entre 18 i 24, un 26,1% entre 25 i 44, un 21,4% de 45 a 60 i un 18,7% 65 anys o més.
L'edat mediana era de 37 anys. Per cada 100 dones de 18 o més anys hi havia 77,5 homes.
La renda mediana per habitatge era de 23.155 $ i la renda mediana per família de 31.417 $. Els homes tenien una renda mediana de 27.500 $ mentre que les dones 17.083 $. La renda per capita de la població era de 12.549 $. Entorn del 15,9% de les famílies i el 18,4% de la població estaven per davall del llindar de pobresa.

## Poblacions més properes
El següent diagrama mostra les poblacions més properes.